# Régimen transitorio (electrónica)

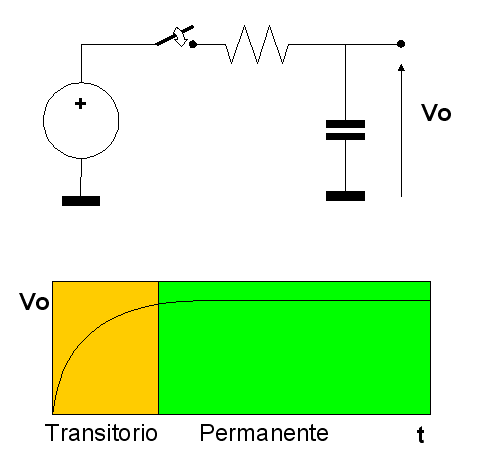
Figura 1. Transitorio de tensión en un filtro RC pasa bajo.

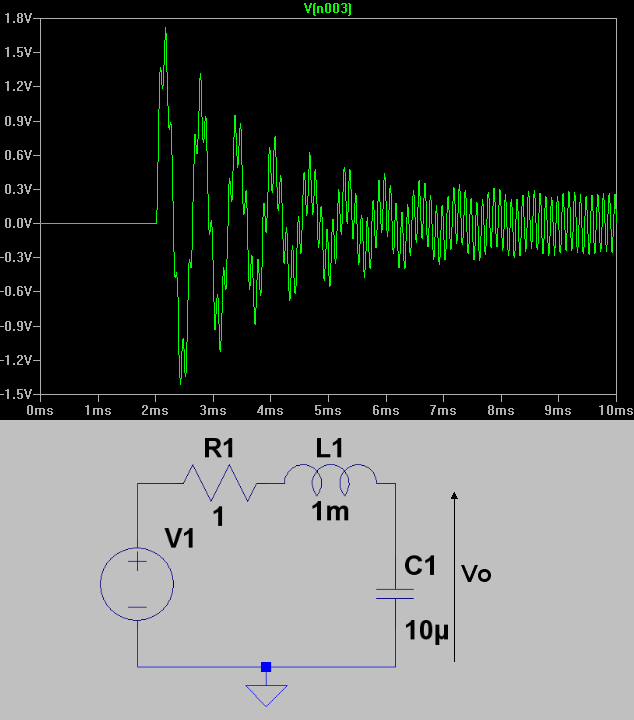
Figura 2. Simulación de un transitorio de tensión con sobreimpulso.

Se llama régimen transitorio, o solamente "transitorio", o "fenómeno transitorio" a aquella respuesta de un circuito eléctrico que se extingue en el tiempo, en contraposición al régimen permanente, que es la respuesta que permanece constante hasta que se varía bien el circuito o bien la excitación del mismo.
La figura muestra un transitorio de tensión, que dura el tiempo de carga del condensador. Una vez cargado, la salida ya no varía. No existe un punto donde el régimen cambia, pasando de transitorio a permanente, sino que el transitorio tiende asintóticamente al régimen permanente. En la práctica se elige un valor arbitrario que depende de la aplicación de que se trate.
Desde el punto de vista del análisis circuital, el régimen transitorio viene dado por la solución homogénea de la ecuación diferencial lineal que describe el circuito, mientras que el régimen permanente se obtiene de la solución de la particular. El amortiguamiento nos indica la evolución del transitorio, que se puede aproximar monótonamente al régimen permanente, como en la figura 1, o bien sufrir oscilaciones amortiguadas. Este último caso puede ser peligroso pues el nivel de tensión o corriente puede superar los niveles nominales de funcionamiento, como se ve en la figura 2. El generador produce un tono de 10 kHz y 10 Vp, que se inicia a los 2 ms. 
Desde el punto de vista tecnológico, los transitorios son de gran importancia. Se producen en todos los circuitos (el encendido ya es un transitorio) y se suelen extinguir de forma natural sin causar problemas, pero existen casos donde se deben limitar pues pueden provocar un mal funcionamiento o incluso la destrucción de algún componente. Debe prestarse atención a los transitorios principalmente en las siguientes situaciones:
- Encendido. Transitorios en las líneas de alimentación pueden destruir algún componente. En los amplificadores operacionales o circuitos cmos puede presentarse el fenómeno de Latch-up.
- Conmutación de inductancias: relés, motores, actuadores electromagnéticos... Son peligrosos para el elemento de potencia que los gobierna. Se suelen proteger con diodos.
- Líneas de transmisión. En líneas de transmisión incorrectamente adaptadas se producen reflexiones que, en el caso de circuitos digitales, se comportan como transitorios. También estas líneas son susceptibles de captar ruidos de diversa procedencia que se acoplan a ellas llevando la señal fuera del margen de funcionamiento. Algunas familias digitales incluyen clamp diodes para proteger las entradas de estos transitorios.

Pero los transitorios también son útiles. Se utilizan en temporizadores, multivibradores, osciladores de relajación, fuentes de alimentación conmutadas, etc. En estos circuitos se produce algún tipo de conmutación en el circuito que es la que produce el transitorio. Cuando este alcanza cierto nivel, se produce una nueva conmutación que genera otro transitorio.